# Capsula extrema
De capsula extrema (Latijn, lett.: "uiterste kapsel") is een verzameling vezelbanen van witte stof in de hersenen. De vezels lopen tussen het claustrum en de insula.
De capsula extrema bestaat, net als de capsula externa, uit associatievezels, die verschillende gebieden binnen de hersenschors met elkaar verbinden. De capsula extrema verbindt de gyrus frontalis inferior (centrum van Broca) met het gedeelte achteraan de gyrus temporalis superior (centrum van Wernicke). Gezien deze verbinding in twee richtingen tussen de twee belangrijkste taalcentra in de hersenen, speelt de capsula extrema mogelijk een belangrijke rol in het taalvermogen. Beschadiging kan leiden tot geleidingsafasie.

## Galerij

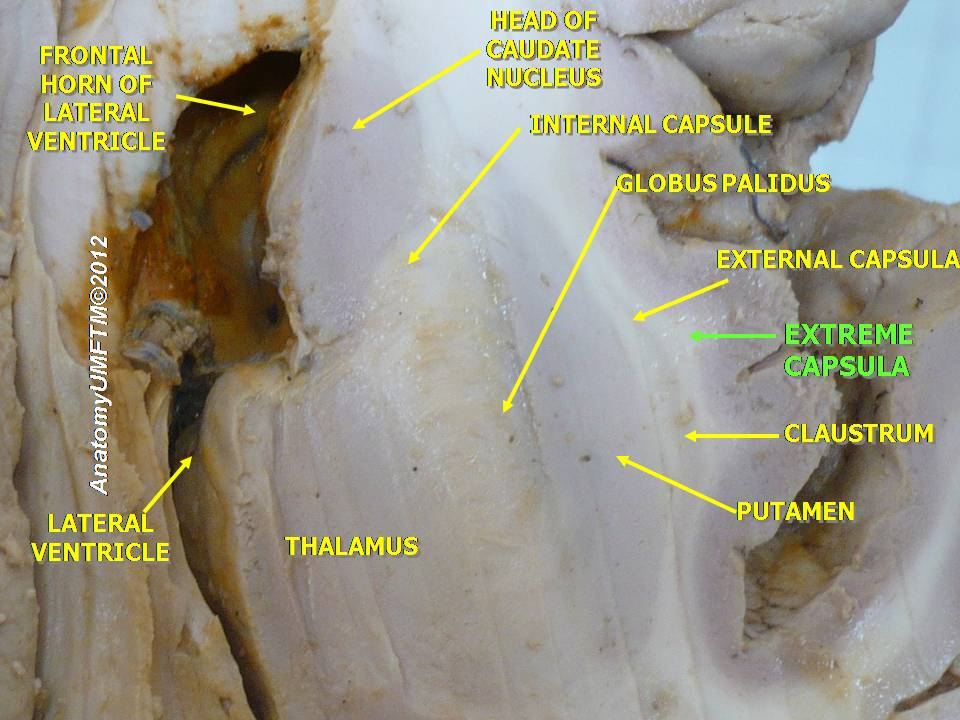
Capsula extrema (aangegeven met groene letters)
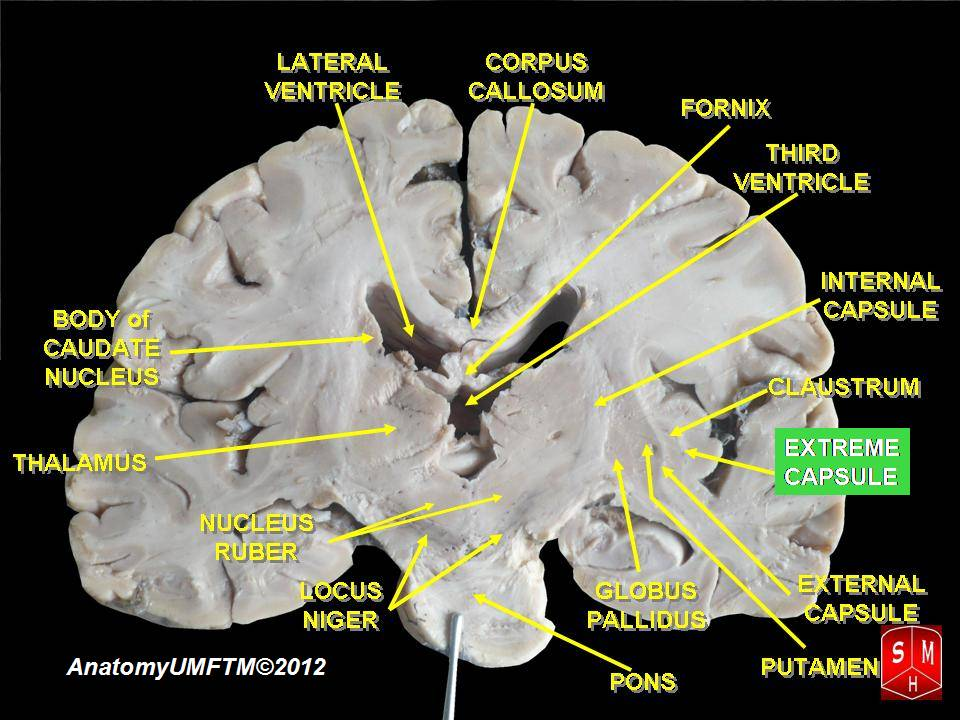
Capsula extrema (aangegeven met groen label)